# The Game of Love
Singles de Santana et Michelle Branch
All You Wanted
(2002) Goodbye to You
(2003)
The Game of Love est une chanson du groupe rock latino Santana, tirée de leur 18e album studio, Shaman (2002). La performance vocale sur la chanson est de Michelle Branch. La chanson est une composition de Gregg Alexander et Rick Nowels. Elle est sortie en single le 23 septembre 2002 et a remporté un Grammy Award pour la "Meilleure collaboration pop avec voix", ainsi que la cinquième place des charts des singles Billboard Hot 100. La chanson a également atteint le top 10 au Canada, en Nouvelle-Zélande et dans six pays européens.

## Origines
La chanson avait été initialement enregistrée avec le leader des New Radicals Gregg Alexander, mais le producteur de l'album Clive Davis a estimé qu'une voix féminine maximiserait l'attrait de la chanson et une nouvelle version avec Tina Turner au chant a été enregistrée. Mais lorsque celle-ci a refusé de participer à la réalisation d'une vidéo pour le morceau, Davis a recruté Macy Gray pour enregistrer une nouvelle version. Mais alors que Davis n'était pas satisfait de cette version, Michelle Branch a été invitée à enregistrer la chanson avec une guitare rythmique également ajouté à cette énième version. Elle a alors déclaré: "C'était la première fois que je chantais la chanson de quelqu'un d'autre. D'habitude, je me dis: "Oh, je le veux comme ça" et je suis en charge ... Je n'ai pas rencontré Carlos Santana à la session d'enregistrement, je ne savais pas ce qui se passait... J'avais l'impression qu'il y avait tellement de choses en jeu, alors j'ai pensé :‘je vais y aller et chanter de tout mon cœur et croiser les doigts’ ."
La version Tina Turner de "The Game of Love" a été publiée sur la compilation de 2007 Ultimate Santana. Carlos Santana a déclaré: "Il n'y a qu'une seule Tina Turner ... Personne ne peut frapper une note comme Tina Turner ... J'adore Michelle [Branch] et elle en a fait une excellente interprétation. C'est juste qu'avec tout l'honneur et le respect de Michelle, il y a la fille et il y a la femme, et Michelle se transforme en femme... mais il faut du temps pour passer d'une fille à une femme.

## Vidéo-clip
Le vidéo-clip présente Carlos Santana et Michelle Branch dans une ruelle avec des couples autour d'eux, chacun exprimant son amour l'un pour l'autre. Le réalisateur est Paul Fedor et la vidéo a été filmée dans le Pilsen, un quartier de Chicago, avec des apparitions de Wesley Snipes, Helen Hunt et Jennifer Garner.

## Musiciens
- Carlos Santana – guitare solo et rythmique
- Rusty Anderson – guitare électrique additionnelle
- Benny Rietveld – basse
- Michelle Branch - chant, chœurs
- Andy Vargas - chœurs
- Tony Lindsay – chœurs
- Niki Haris – chœurs
- Siedah Garrett – chœurs
- Chester D. Thompson – piano, orgue
- Bill Ortiz – trompette, arrangements de cor
- Julius Melendez – trompette
- Jeff Cressman – trombone, arrangements de cor
- Martin Wehner – trombone
- Brian Collier – batterie
- Wayne Rodrigues – programmation de batterie électronique
- Raul Rekow – congas
- Karl Perazzo – percussions
- Louis Conte – percussions

## Retour de Michelle Branch avec Santana
En 2005, pour leur 22e album studio All That I Am, Santana a fait revenir Michelle sur la chanson I'm Feeling You avec Jessica Harp, un duo formé sous le vocable The Wreckers. 